# La Barben
La Barben je obec ve Francii v departementu Bouches-du-Rhône.

## Poloha
Obec leží 8 kilometrů východně od Salon-de-Provence a 24 kilometrů severozápadně od Aix-en-Provence.
La Barben přímo sousedí s Lambesc na západě a východě, s Saint-Cannat a Éguilles na jihovýchodě, s Lançon-Provence na jihu a konečně na západě a severozápadě s Pélissanne.

## Pamětihodnosti
- Zámek La Barben
- Zoologická zahrada

## Dopravní obslužnost
La Barben je spojen s Salon-de-Provence dálnicí A7 vedoucí z Marseille do Lyonu.

## Vývoj počtu obyvatel
| Rok            | 1962 | 1968 | 1975 | 1982 | 1990 | 1999 | 2008 |
| Počet obyvatel | 259  | 315  | 350  | 420  | 500  | 555  | 703  |